# 阮文祥
阮文祥（越南语：／，1824年—1886年7月30日），越南阮朝官員，他在嗣德帝死後擔任輔政大臣，在1883年至1884年期間曾先後廢立了三位皇帝：育德帝、協和帝和建福帝。他也是1885年反法勤王運動的領袖之一。

## 早年經歷
阮文祥原名阮福祥，出生在越南中部的廣治省肇豐府登昌縣安居社的貧窮農家中。紹治二年（1842年），他參加承天場鄉試，考中秀才，但因名字犯國姓「阮福」而被紹治帝改名為阮文祥並下旨革除功名，判處一年徒刑。
嗣德三年（1850年），阮文祥再次參加鄉試，考中舉人。初補廣義省慕德縣訓導。嗣德六年（1853年），廣治省增設向化縣，阮文祥改任向化知縣。嗣德十五年（1862年），阮文祥因為在知縣任上的出色表現，被任命為兵部辦理，並出領廣南按察使一職。嗣德十七年（1864年），升任承天府府尹。兩年後（1866年），阮文祥因工作失誤，降為成化縣幫辦。

## 參預軍務
嗣德二十一年（1868年），阮文祥參預軍務，前往北圻軍隊任職。此後五年裏，阮文祥與劉永福的軍隊互相合作，鎮壓北圻的叛亂，同時遏制法國人在北圻逐漸擴大的勢力。
嗣德二十六年（1873年），嗣德帝任命阮文祥為如西副使，將與法國談判的重任交給了他。雖然他成功同法國簽訂了條約，但法國人將他當作一個騙子。在同霍道生（Philastre）簽訂了條約和收復了被安鄴大尉佔領的河內之後，阮文祥於嗣德二十七年（1874年）五月被任命為刑部尚書，充機密院大臣，同時晉封奇偉伯（越南语：／），成為阮朝朝廷重臣。次年（1875年）六月，改任戶部尚書。後加太子太傅銜，授協辦大學士。

## 受命輔政
嗣德三十六年（1883年）六月，嗣德帝去世，遺命陳踐誠為輔政大臣，阮文祥、尊室說為同輔政大臣，三人共掌朝政。嗣德帝去世三日後，阮文祥和尊室說以陳踐誠宣讀皇帝遺詔時隱瞞部分內容未讀為由，逼迫陳踐誠同意廢除嗣君阮福膺禛。這導致陳踐誠的輔政大臣地位一落千丈，阮文祥和尊室說在朝中的權力遠遠大於陳踐誠。
隨後阮文祥等人擁立了37歲的協和帝即位。協和帝新立，加封阮文祥為署文明殿大學士，晉封奇偉侯（越南语：／）。然而，阮文祥和尊室說獨攬大權引起了協和帝不滿，協和帝試圖疏遠他們。阮文祥等人得知後，計劃廢黜協和帝。協和帝通過聯合法國勢力的方法來對抗輔政大臣。然而在法國人不在的時候，阮文祥等人殺死了協和帝和輔政大臣陳踐誠，另立嗣德帝第三養子養善堂阮福膺祜，是為建福帝。自此，阮文祥和尊室說完全控制了阮朝朝廷。
建福元年（1884年）正月，阮文祥改領吏部尚書。二月，阮文祥奏請廢去協和帝加封官爵，獲得建福帝允許。但不久又加太傅銜，升為勤政殿大學士、緯國勳臣，晉封奇偉郡公（越南语：／）。五月，阮朝和法國簽訂《第二次順化條約》，喪失自主權，完全淪為法國殖民地。同時，被迫交出清朝頒賜的大印，在簽約當天將該印銷毀。這些舉措引起了阮文祥和尊室說的不滿。
同年（1884年）六月，建福帝突然去世。根據野史說法，阮文祥為了鞏固自己的權力，同建福帝的養母學妃阮氏香發生曖昧關係。建福帝抓住了阮文祥與學妃通姦一事，聲稱將依法處置他們。於是學妃在建福帝的藥裏下毒，建福帝在服藥第二天就去世了。隨後，阮文祥和尊室說擁立了咸宜帝。
咸宜元年（1885年）五月，法國都統前來順化任職，尊室說託病沒有前去迎接，都統則要求尊室說必須前來。尊室說害怕法國人加害於他，處處防範，最終決定在二十二日夜發動反對法國的勤王運動。結果尊室說戰敗，挾持咸宜帝出奔廣治省，據守山區對抗法軍，後兵敗出奔清朝。與此同時，阮文祥選擇繼續留在順化京城，以輔政大臣的身份和法國人合作。

## 流放海外
五月二十七日，法國人給阮文祥兩個月的時間，要求他平定國內動亂。但阮文祥沒有完成法國人的任務，國內響應勤王運動的人越來越多。同年七月二十七日（1885年9月6日），法國的中圻欽使參哺以兩個月期滿，阮文祥未能完成任務為由，將他押送至西貢，隨後和尊室說的父親尊室訂、范慎遹一起關押在了崑崙島。阮文祥在監獄裡圖謀東山再起，向士紳發出檄文討伐法國人，但被發現。法國人沒收了他的財產，發現了1450萬法屬印度支那元。
八月，法國立嗣德帝第二養子堅江郡公阮福膺豉為帝，是為同慶帝。隨後，下旨追奪阮文祥官職爵位。
隨後，法國人決定將阮文祥、范慎遹、尊室訂三人流放到太平洋上的大溪地島。11月23日，阮文祥到達該島。1886年7月30日，阮文祥在帕皮提因病去世。幾個月後，他的遺體被尊室訂帶回順化安葬。

## 子女
阮文祥有2子阮文柖和阮文𣚣，成泰十八年（1906年）獲准參加科舉考試。
孫阮綏維新六年（1912年）中壬子科舉人。

## 腳註
1. 1 2  陳仲金的《越南史略》稱阮文祥死於「太平洋的海地島」（hải-đảo Haiti ở Thái-bình-dương）。參見陳仲金《越南史略》，戴可來譯（中文譯名《越南通史》），商務印書館出版，1992年12月，第410頁。但事實上海地島（Haiti）位於大西洋而不是太平洋，而且海地早在1804年就已經宣告脫離法國獨立。因此可知《越南史略》為筆誤，據其他文獻記載，當以塔希提島（Tahiti）為是。
2. ↑  《越南最後的皇帝時代：從嗣德到保大》，第15–18頁。
3. ↑  《大南實錄》正編第三紀 卷二十二 紹治二年秋七月
4. ↑  《國朝鄉科錄》卷三 嗣德三年 承天場
5. ↑  《越南最後的皇帝時代：從嗣德到保大》，第17–18頁。
6. ↑  《大南實錄》正編第四紀 卷五十一 嗣德二十七年五月 以假參知銜充如西副使阮文祥為刑部尚書條。
7. ↑  《大南實錄》正編第四紀 卷五十三 嗣德二十八年六月 以刑部尚書阮文祥改調戶部尚書仍充機密院大臣條。
8. 1 2 3  《越南最後的皇帝時代：從嗣德到保大》，第22頁。
9. 1 2  《越南最後的皇帝時代：從嗣德到保大》，第15頁。
10. ↑  《大南實錄》正編第四紀 卷七十 嗣德三十六年六月 晉光禮成條。
11. ↑  《大南實錄》正編第五紀 卷三·建福元年正月 准尊室說阮文祥范慎遹改領尚書條。
12. ↑  《大南實錄》正編第五紀 卷三 建福元年二月 特加輔政大臣阮文祥尊室說爵秩有差條。
13. ↑  《越南最後的皇帝時代：從嗣德到保大》，第17頁。
14. ↑  《大南實錄》正編第六紀 卷六 同慶二年正月 法官放黎訂（說之父）回條。